# Мост Ляньсян
Мост Ляньсян или Мост Лянчэн или Четвёртый мост Сянтань (кит. 湘潭莲城大桥) — комбинированный мостовой переход, пересекающий реку Сянцзян, расположенный на территории городского округа Сянтань; 15-й по длине основного пролёта арочный мост в мире (11-й в Китае); первый в мире комбинированный мост подобного типа. Является частью Второй Северной Кольцевой автодорогой Сянтаня.

## Характеристика
Мост соединяет западный и восточный берега реки Сянцзян соответственно районы Юйху и Юэтан.
Длина — 1 345 м, с мостовыми подходами — 4 488 м. Мост представлен однопролётной арочной конструкцией с дорожным полотном посередине и сменяется двумя секциями балочной конструкции. Длина основного пролёта — 400 м. Арочная конструкция решётчатая (по принципу сквозных ферм), где трубчатые основные арки заполнены бетоном. Поперечные связи выполняют не вертикальные опоры между дорожным полотном и арочным сводом, а две башенные опоры (по типу вантовой конструкции) по обе стороны основного пролёта с тросами закрепленными к арке и дорожному полотну без арки. Дорога основного пролёта моста крепится на тросах арки.
Имеет 6 полос движения (по три в обе стороны).
Строительство моста обошлось в 450 млн. юаней.